# Lackford
Lackford is een civil parish in het bestuurlijke gebied St. Edmundsbury, in het Engelse graafschap Suffolk. In 2001 telde het dorp 262 inwoners.